# Comuna Velîkîi Hovîliv, Terebovlea
Velîkîi Hovîliv (în ucraineană Великий Говилів) este o comună în raionul Terebovlea, regiunea Ternopil, Ucraina, formată din satele Malîi Hovîliv și Velîkîi Hovîliv (reședința).

## Demografie
Componența lingvistică a comunei Velîkîi Hovîliv
     Ucraineană (99,63%)
     Alte limbi (0,3%)
Conform recensământului din 2001, majoritatea populației comunei Velîkîi Hovîliv era vorbitoare de ucraineană (99,63%), existând în minoritate și vorbitori de alte limbi.